# Traverse de Pomègues
La traverse de Pomègues est une voie marseillaise située dans le 8e arrondissement de Marseille. 

## Situation et accès
Elle démarre boulevard du Sablier dans le quartier de Bonneveine. Tout en étant parallèle à l’avenue de Hambourg, elle longe de nombreuses résidences privées du quartier et se termine traverse Frédéric-Vin, après un court passage étroit à la limite du quartier de la Vieille-Chapelle.

## Origine du nom
La voie doit son nom à l’île de Pomègues qui, avec Ratonneau, forment les Îles du Frioul. 

## Historique
Anciennement « traverse de l’Église de Bonneveine » elle prend le nom de « traverse de Pomègues » par délibération du conseil municipal en date du 6 juillet 1926 et est classée dans la voirie de Marseille le 9 juillet 1959.

## Bâtiments remarquables et lieux de mémoire
- Au numéro 9 se trouve le stade Bonneveine-Terrades.
- Sur la place Talabot se trouve la paroisse Notre-Dame-des-Neiges.
- Au numéro 17 se trouve la chambre régionale des comptes.